# Ле Бре, Робер Фавр
Робер Фавр Ле Бре (фр. Robert Favre Le Bret; 25 августа 1904, Париж — 27 апреля 1987, Буги-Виллар, кантон Во, Швейцария) — французский журналист, продюсер и многолетний руководитель Каннского кинофестиваля.
После окончания Свободной школы политических наук работал журналистом в ряде изданий. В 1946 году на первом Каннском кинофестивале занял пост исполнительного директора. С 1952 года и до 1972 года занимал должность генерального директора. С 1972 по 1984 годы руководил фестивалем в качестве президента, а с 1985 года и до самой своей смерти в 1987 году, был удостоен и носил титул Почётного президента. Считается, что благодаря его многолетней организационной деятельности фестиваль в Каннах стал со временем самым представительным и престижным кинофорумом в мире.

## Биография
Родился в Париже в 1904 году в семье швейцарского происхождения. После окончания Свободной школы политических наук работал журналистом в ряде изданий, имел левые политические взгляды. Во время Второй мировой войны и немецкой оккупации находился на второстепенных должностях в Генеральном секретариате туризма и культурного обмена. В 1945 году принял участие в деятельности инициативной группы во главе с Жоржем Юисманом и Филиппом Эрланже направленной на проведение Каннского кинофестиваля, который не состоялся в 1939 году из-за начала войны. Однако в 1945 году он по ряду причин так и не состоялся, но меры по его проведению не прекратились и в 1946 году на первом Каннском кинофестивале Ле Бре занял пост исполнительного директора. С 1952 года и до 1972 года занимал должность генерального директора (генерального делегата). Одной из важнейших его обязанностей был отбор в конкурсную программу фильмов, в связи с чем он посетил многие страны мира. Благодаря его выдающейся многолетней организационной деятельности фестиваль в Каннах стал со временем самым представительным и престижным кинофорумом в мире, сумевшим расширить географию и состав участников. В 1947—1970 годах также занимал пост генерального секретаря Национального объединения национальных театров.

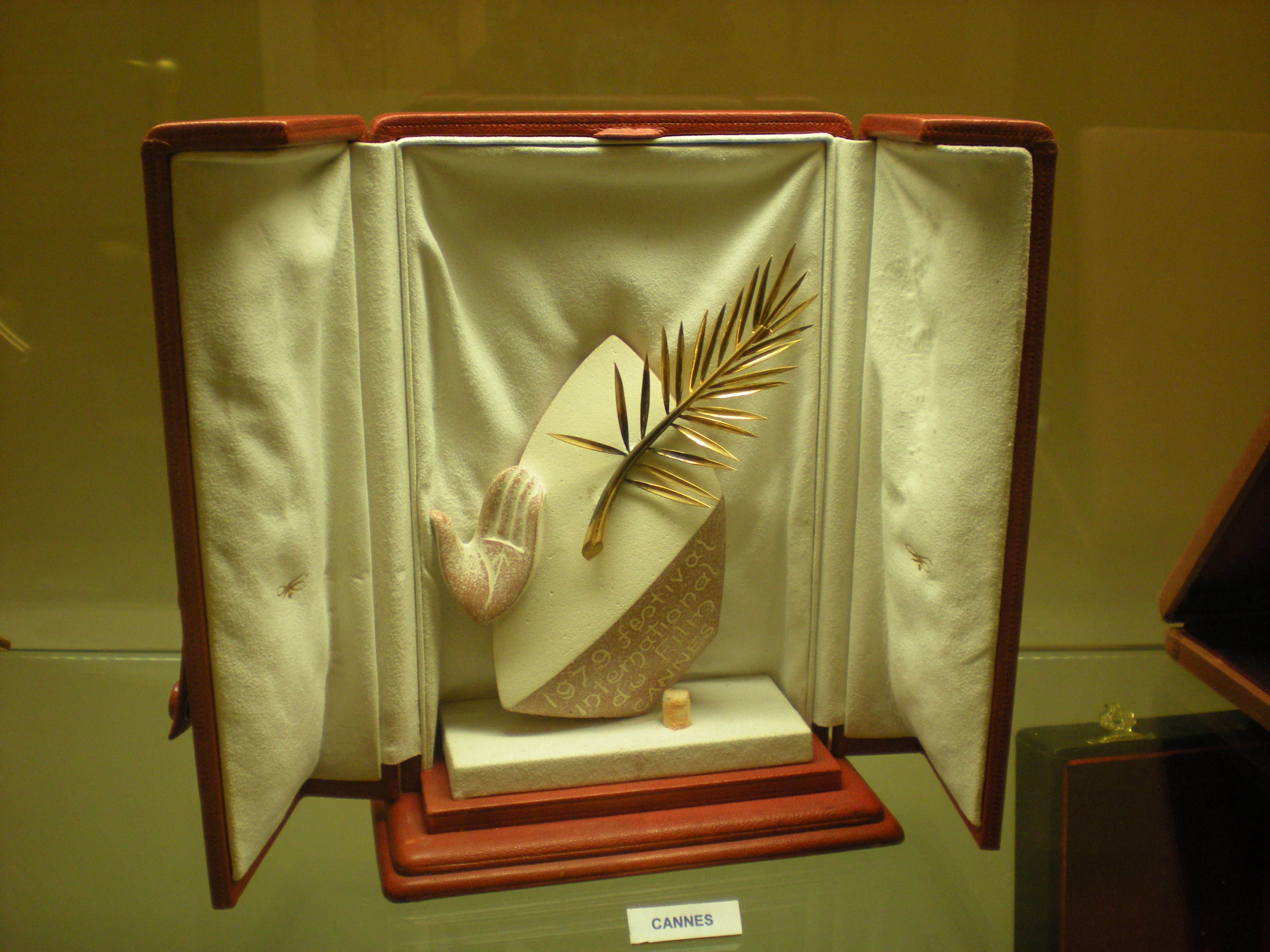
«Золотая пальмовая ветвь» вручённая в 1979 году Фрэнсису Форду Копполе за фильм «Апокалипсис сегодня»

В 1954 году инициировал разработку и создание нового главного приза фестиваля — «Золотой пальмой ветви». Дело в том, что с 1939 по 1954 годы высшей наградой являлся «Гран-при» (фр. Grand Prix du Festival International du Film — большой приз), а победителям вручались призы, представляющие собой произведение искусства современных художников и модельеров. Ле Бре задумал создать награду выполненную в виде ювелирного изделия, ориентируюсь на богатые французские традиции в этой области. Было приглашено несколько мастеров для создания приза в виде пальмовой ветви (пальмовая ветвь изображена на гербе Канн); победителем стал ювелир Люсьенн Лазон. В 1955 году новый приз был утверждён и представлен публике. Его первым обладателем стал американский режиссёр Делберт Манн за фильм «Марти». С 1964 по 1974 год из-за проблем с авторским правом на приз временно было возобновлено вручение «Гран-при» в качестве главной награды. С 1975 года вручается новый приз, который также выполнен в виде пальмовой ветви.
исполнительный директор фестиваля Робер Фавр ле Бре почувствовал, что великая ювелирная Франция, эта мощная родина выдающихся ювелирных домов, не может вот так оставлять международных лауреатов без действительно ценных подарков. И тогда Робер Фавр ле Бре обратился к «ювелирам Вандомской площади», святая святых драгоценного французского исторического промысла. Был объявлен значимый конкурс, и в нём с большим отрывом победил проект французского ювелира Люсьенна Лазона.
В 1958 году находясь в Москве с визитом, по совету Клода Лелуша отобрал в конкурсную программу фильм Михаила Калатозова «Летят журавли» (1957), в итоге получившего «Золотую пальмовую ветвь», став единственной советской лентой удостоенной этого приза. Другим крупным успехом связанным с советским кинематографом стало представление во внеконкурсной программе картины Андрея Тарковского «Андрей Рублёв» (1966), который власти СССР отказались показать на Западе. В марте 1966 года находясь в Москве Ле Бре настоял на том, чтобы ему показали фильм Тарковского, после просмотра которого он был им восхищён. Однако в Комитете по кинематографии СССР категорически отказались выставить картину в конкурсную программу фестиваля. Несмотря на попытки западных кинематографистов заполучить на фестиваль эту ленту аналогичный отказ последовал в 1967 и 1968 годах. Весной 1969 года фильм всё-таки был продан для французского проката, в связи с чем по регламенту он не мог попасть на конкурс в Канны. Однако на встрече с советским кинематографическим руководством в Париже в присутствии Ле Бре и министра культуры Франции Андре Мальро было решено всё таки показать его во внеконкурсной программе, чему представители СССР пытались противодействовать. В итоге после усилий французской стороны фильм был показан в ходе фестиваля 1969 года и ему единогласно был присуждён приз ФИПРЕССИ.
После успешного показа на 14-м Каннском кинофестивале первой игровой ленты независимого американского режиссёра Ширли Кларк Ле Бре решил с одобрения Национального центра кино и мультипликации, расширить и усилить на фестивале представления такого типа фильмов в последующие годы. В связи с этим с 1962 года стала проводиться специальная независимая программа «Неделя критики». В 1968 году он до последнего старался провести фестиваль 1968 года, несмотря на майские события того года во Франции, связанные со студенческими волнениями и забастовками. Однако в конце концов под давлением кинематографистов фестиваль, открывшийся 10 мая был досрочно прекращён 19 мая и награды не были присуждены. По итогам этих событий кинематографистами было создано Общество кинорежиссёров и решено создать альтернативную программу из фильмов, которые по традиционным критериям отбора не попадали на кинофестиваль. В результате Ле Бре и администрация кинофорума вынуждены были пойти на проведение новой независимой программы получившей название «Двухнедельник режиссёров».
Спродюсировал ряд телевизионных и документальных фильмов: «Размышление о Каннах» (1952), «Жанна на костре» (1965), «Приглашение к танцу» (1966). С 1972 по 1984 годы руководил фестивалем в качестве президента, а с 1985 года и до самой своей смерти был удостоен и носил титул Почётного президента. Умер 27 апреля 1987 в Буги-Виллар в швейцарском кантоне Во от рака.

## Признание

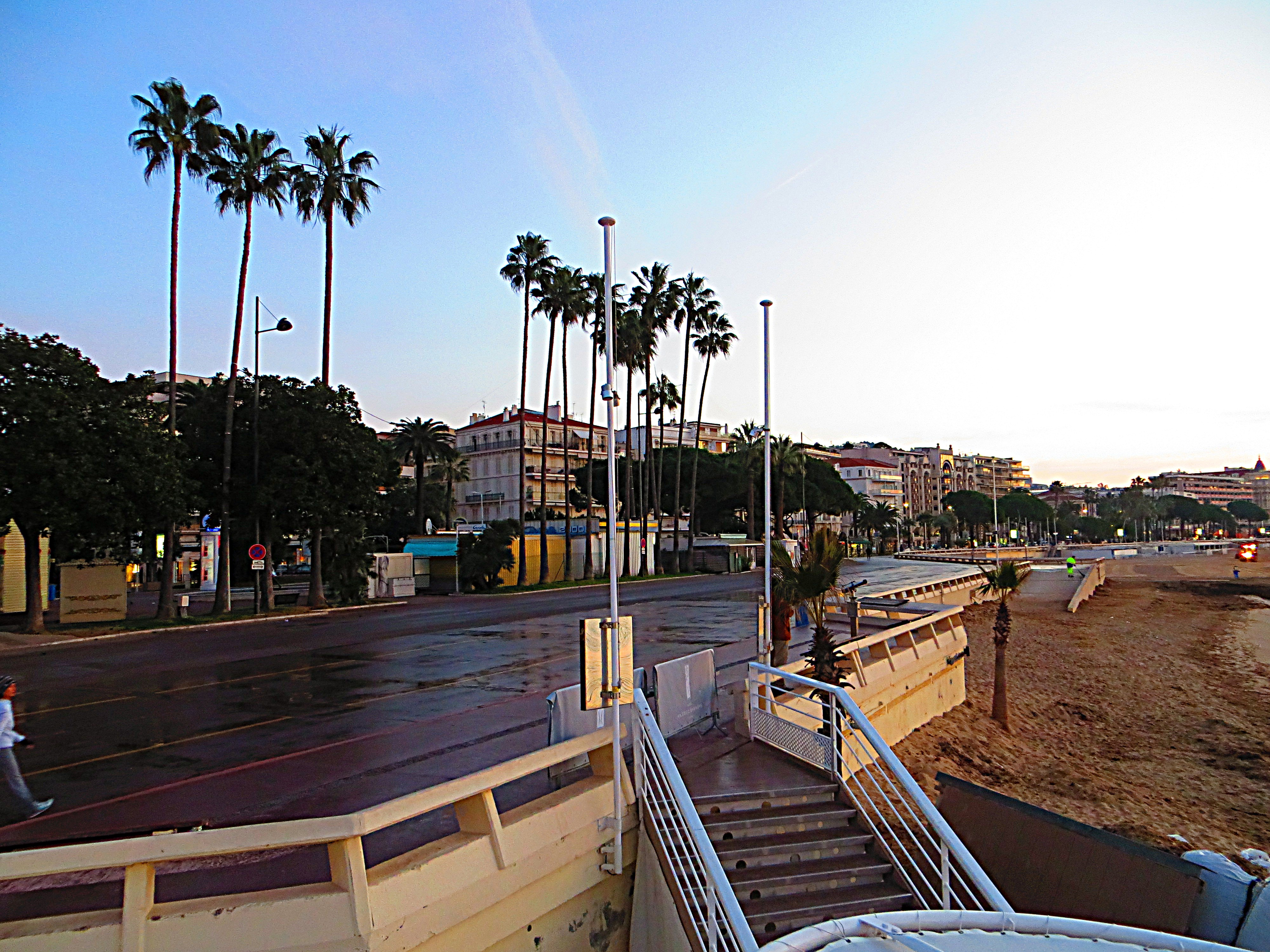
Набережная (променад) Робера Фавра Ле Бре в Каннах

За свою культурную и организационную деятельность был удостоен многочисленных наград. Так, он стал офицером ордена Почётного легиона, кавалером ордена «За заслуги», командором ордена Искусств и литературы.

## Оценки
В литературе встречаются различные мнения о характере Ле Бре и его профессиональных качествах. Его называют «виртуозным чиновником от культуры» и «послом мирового кинематографа», сумевшим повысить статус фестиваля до мирового уровня. По оценке российского кинокритика Андрея Плахова, Ле Бре сыграл выдающуюся роль в становлении и организации фестиваля, являвшегося для него «любимым детищем, которое он взрастил своими руками»: «Он лично принимал участие в отборе картин в конкурсную программу и добился того, что Канн стал самым престижным кинофестивалем в мире». Согласно различным отзывам мог быть очень дипломатичным и мягким в общении, но в случае необходимости настойчиво и, даже с упрямством, отстаивал своё мнение. Однако даже когда находился в гневе он думал о стратегических интересах возглавляемого им мероприятия и его обаяние неизменно действовало на окружающих. Несмотря на то, что Морис Бесси, сменивший на посту президента фестиваля Ле Бре, долгие годы был главным отборщиком фильмов на фестиваль, мнение последнего всегда имело огромное значение. Андрей Кончаловский, входивший в состав жюри Каннского кинофестиваля 1978 года, назвал Ле Бре «большим занудой», от которого члены жюри скрывались и встречались «подпольно», чтобы обсудить картины, так как со стороны дирекции оказывалось давление с целью повлиять на выбор победителей конкурса.